# ده‌نو علی‌آباد
دهنو علی‌آباد ، روستایی از توابع بخش جوکار شهرستان ملایر در استان همدان ایران است.

## جمعیت
این روستا در دهستان المهدی قرار دارد و براساس سرشماری مرکز آمار ایران در سال ۱۳۹۵، جمعیت آن ۱۲۱۰ نفر (۳۸۴ خانوار) بوده‌است.